# Hostíkovice
Hostíkovice (německy Hospitz) je malá vesnice, část městyse Holany v okrese Česká Lípa. Nachází se asi 2,5 km na severozápad od Holan. Je zde evidováno 21 adres. Trvale zde žije 25 obyvatel.
Hostíkovice leží v katastrálním území Holany o výměře 15,97 km².

## Zajímavosti z okolí

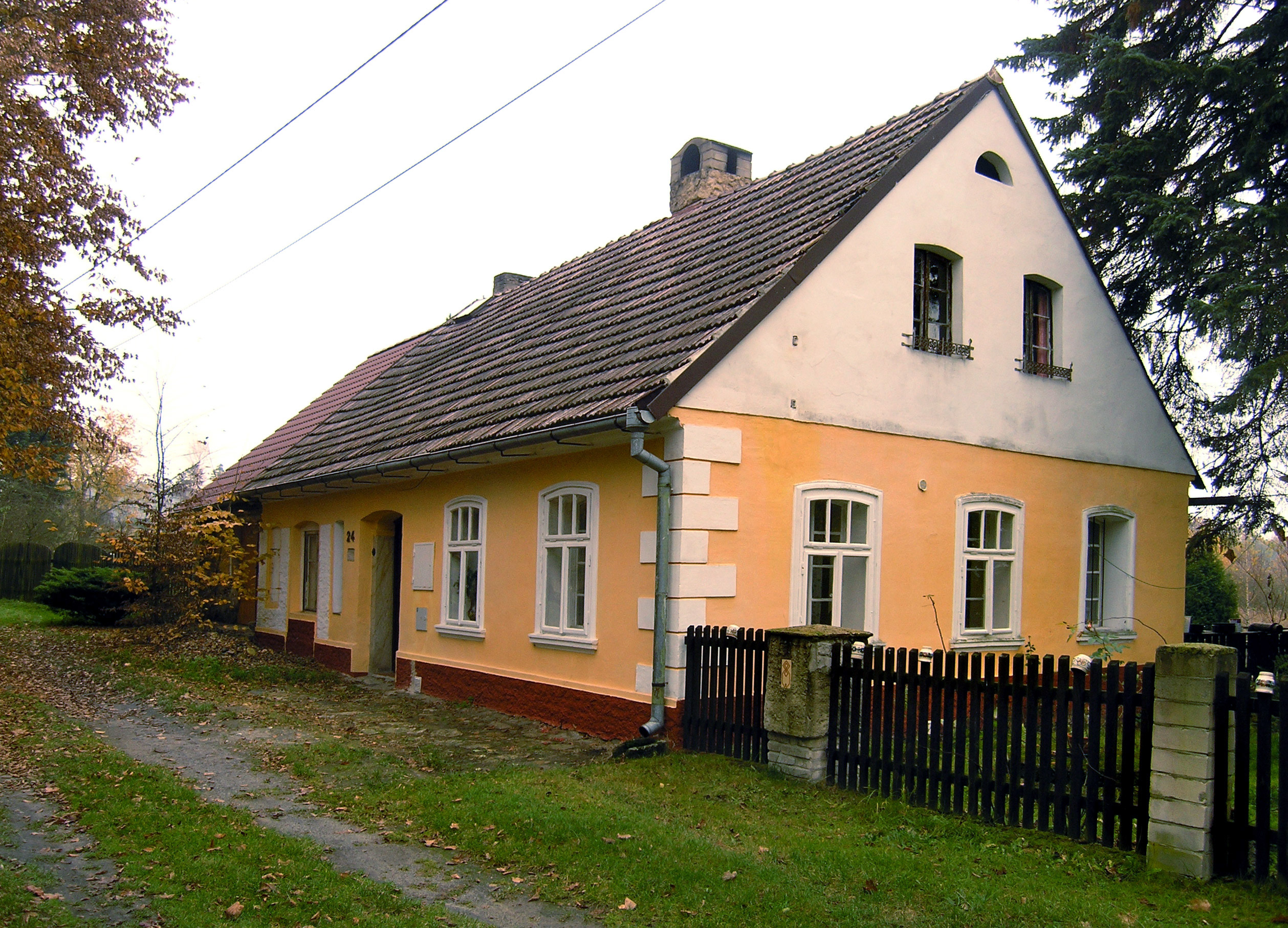
Dům v Hostíkovicích

- Jižně od vesnice se u Holanského rybníka za silnicí 15 nalézají zbytky dvou středověkých hrádků: hrad u Hostíkovic (též Milčany) a zřícenina Milčany chybně nazývaná Vítkovec. Oba hrady jsou zapsány mezi kulturními památkami.
- Ve vsi stojí památkově chráněný kostel Nejsvětější Trojice, původně zasvěcený svaté Kateřině.
- Zhruba 400 metrů severozápadně od kostela je zčásti zřícený podzemní lom. Bližší průzkum lokality nebyl proveden.[7]